# Medicament fără prescripție

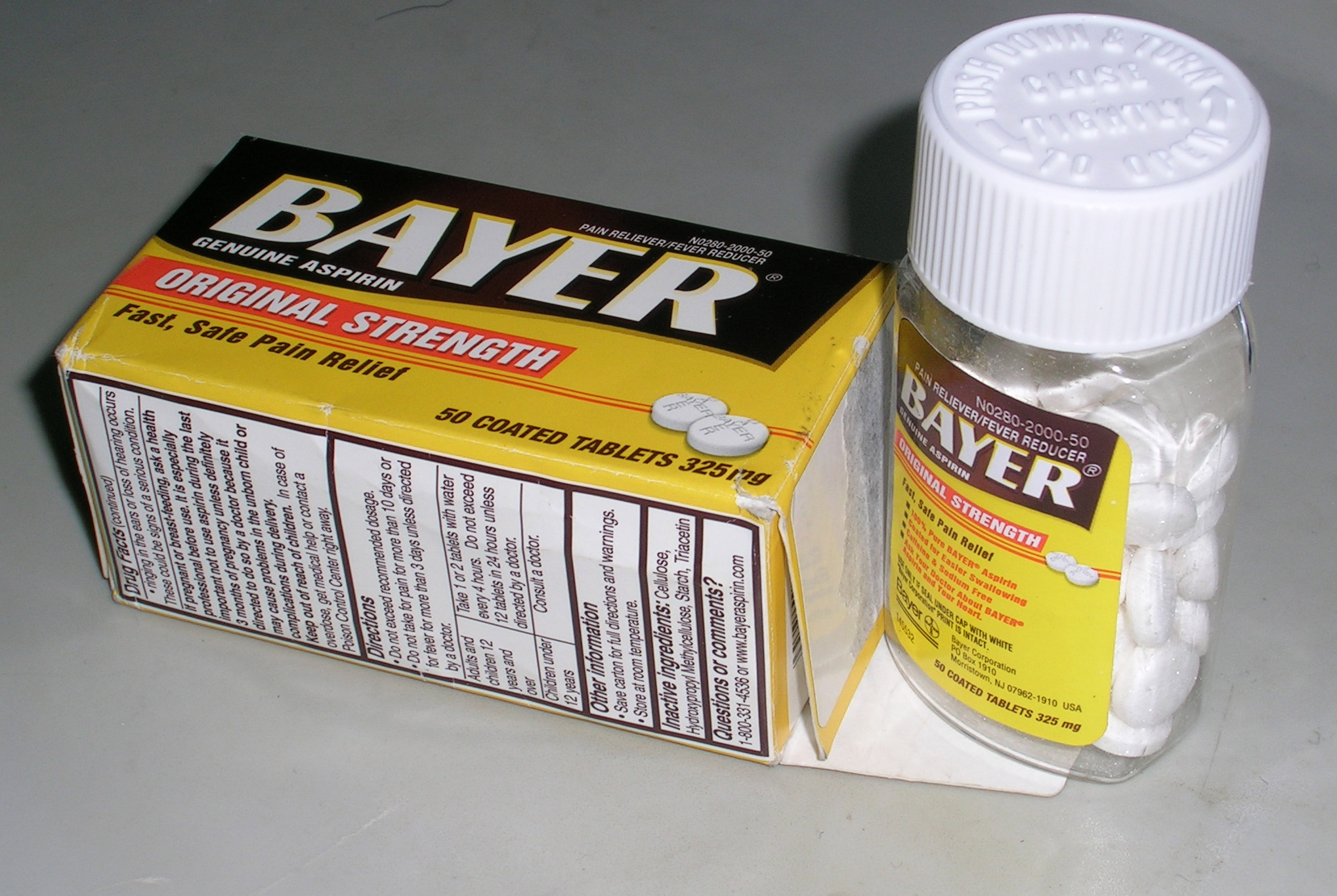
Aspirina se eliberează fără prescripție medicală

Medicamentele fără prescripție (denumite și medicamente OTC, din engleză Over-the-counter drug) sunt medicamente care pot fi eliberate din farmacie fără necesitatea prezentării unei prescripții medicale (denumită și rețetă). În multe state, medicamentele OTC sunt selectate de către organele de reglementare în domeniul farmaceutic astfel încât să conțină substanțe active sigure pentru pacient, fără să necesite monitorizarea de către un specialist medical.

## Utilizare
Începând cu 2011, aproximativ o treime dintre adulții în vârstă din SUA au declarat că au utilizat medicamente OTC, iar acest număr este în creștere. Până în 2018, prevalența utilizării de către adulții din SUA ca tratament de primă linie pentru boli minore a ajuns la 81%, însă există o dezbatere cu privire la faptul dacă această cifră se referă la o îmbunătățire reală a sănătății.